# Matura

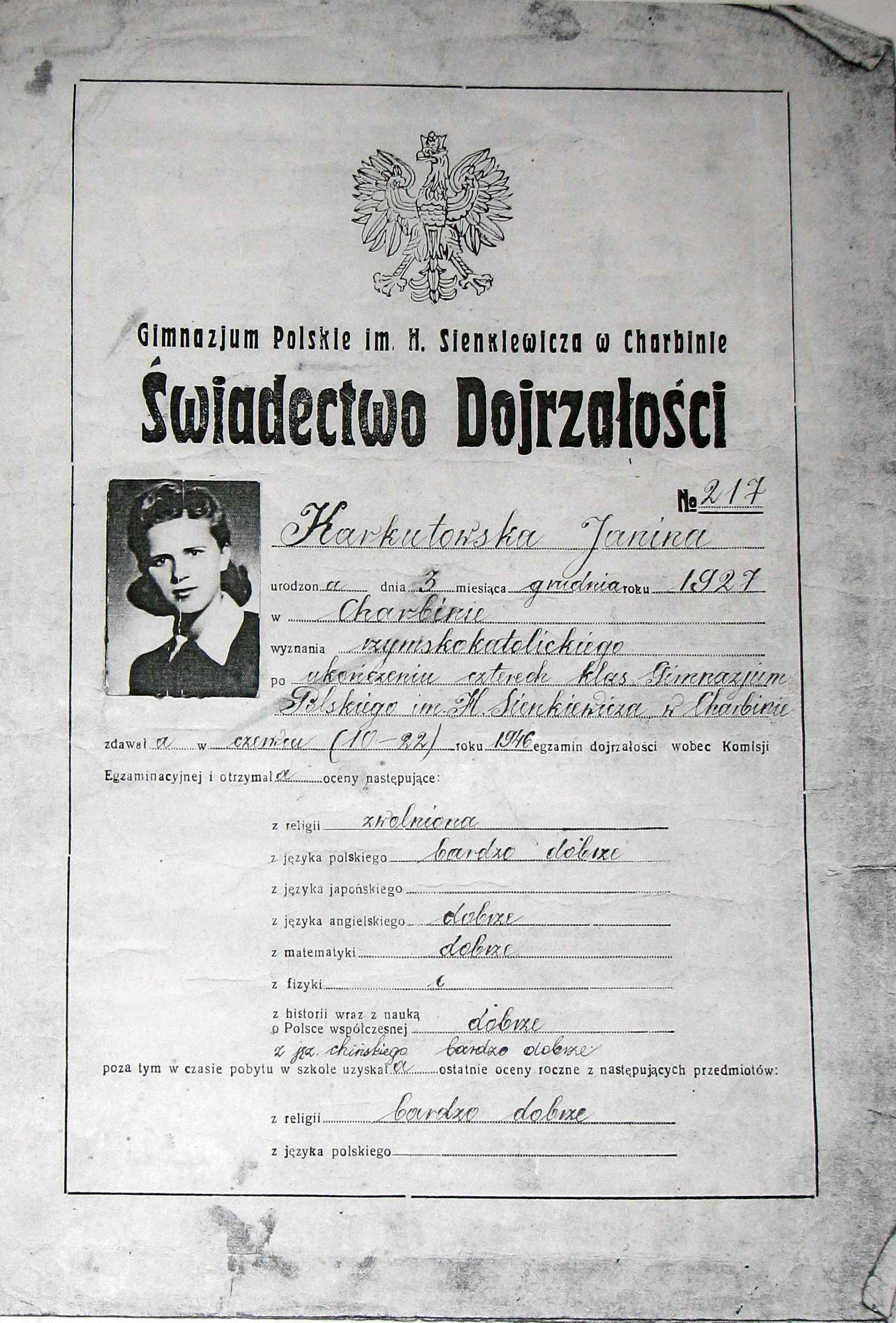
Polskie świadectwo dojrzałości z 1946 roku

Matura (z łac. maturus ‘dojrzały’) – polski egzamin z materiału objętego programem nauczania (podstawą programową) wybranych przedmiotów na poziomie szkoły średniej. Absolwenci szkół średnich nie mają obowiązku przystąpienia do egzaminu, lecz świadectwo jego zdania wymagane jest od kandydatów na uczelnie. Odpowiednio wysoki wynik egzaminu maturalnego jest jedynym kryterium podczas naboru na wiele kierunków studiów wyższych. Matura nie jest jednak dokumentem poświadczającym wykształcenie średnie – tę funkcję pełni świadectwo ukończenia szkoły średniej. Za przeprowadzenie egzaminu odpowiedzialna jest Centralna Komisja Egzaminacyjna, której podlegają Okręgowe Komisje Egzaminacyjne zajmujące się przygotowaniem i przeprowadzeniem matury w danym regionie.

## Historia

### II Rzeczpospolita
W 1932 roku dokonano reformy jędrzejewiczowskiej, która m.in. zmieniła model matury; wcześniej egzaminy były wzorowane na wzorcach panujących pod zaborami. Do roku 1938 część pisemna egzaminu w gimnazjach klasycznych obejmowała:
- język polski lub historię do wyboru;
- język łaciński lub grecki do wyboru;
- fizykę z chemią lub matematykę do wyboru[2].

Czas na część pisemną wynosił 300 minut, było kilka tematów do wyboru bądź ogólniejszy, wolny temat, np. „Służba wojskowa jako szkoła charakterów” (w 1919 roku). Egzamin ustny składał się z następujących przedmiotów: obowiązkowej religii, łaciny, greki, kultury antycznej i fizyki z chemią.

### Reforma z 2005 roku
W Polsce w wyniku reformy oświaty w 2005 roku po raz pierwszy zorganizowano egzamin według nowych zasad. Pierwsze projekty reformy sięgają roku 1999. Zreformowane szkolnictwo było jednym z założeń czterech wielkich reform, jakie za swojej kadencji przeprowadziła rządząca AWS. Nowa matura jest drugim i jednocześnie ostatnim etapem reformy po egzaminie ósmoklasisty. Jej wprowadzenie było planowane początkowo na rok 2002, lecz w wyniku różnych nieścisłości i niedoskonałości w ustawie zrezygnowano z pierwotnego terminu, umożliwiając abiturientom rocznika 2001/2002 wybór pomiędzy zdawaniem nowej i starej matury oraz matury pomostowej. Termin wdrożenia nowej formuły został przesunięty o 3 lata (na wiosnę 2005). Starą maturę w 2005 roku napisali jedynie absolwenci pięcioletnich szkół zawodowych oraz pięcioletnich liceów dwujęzycznych (z możliwością wyboru niedwujęzycznej nowej matury; nowe matury dwujęzyczne zasadniczo nie były jeszcze wtedy opracowane), z kolei absolwenci szkół dla dorosłych mogli zdawać maturę na starych zasadach do roku szkolnego 2008/2009.

### Opisy szczegółowe
- Egzamin maturalny (nowa matura) – egzamin maturalny zdawany od roku 2005 w liceach ogólnokształcących oraz od roku 2006 w technikach.
- Egzamin dojrzałości (stara matura) – egzamin maturalny zdawany do roku 2004 w liceach ogólnokształcących oraz do roku 2005 w technikach.

### Ważniejsze różnice pomiędzy starą i nową maturą
Poniższe zestawienie porównuje zasady nowej matury z zasadami egzaminu dojrzałości z roku 2004.
| Stara matura | Nowa matura |
| Ogólne | Ogólne |
| --- | --- |
| - wynik matury wyrażony oceną w skali 1–6. - komisja, w skład której wchodzili wyłącznie przedstawiciele danej szkoły. - abiturient najpierw zdawał egzaminy pisemne, a potem w zależności od wyniku – ustne. - na maturze z języka obcego dozwolone było korzystanie ze słowników językowych. | - wynik matury wyrażony w skali procentowej. - w skład komisji wchodzi przynajmniej jeden nauczyciel nieuczący w danej szkole - abiturient zdaje egzaminy ustne niezależnie od wyników egzaminów pisemnych. - na maturze z języka obcego zabronione jest korzystanie ze słowników językowych. |
| Matury ustne | |
| - zdawane ze wszystkich przedmiotów wybranych, z których podczas matury pisemnej nie zdobyło się oceny 5 i wyższej oraz ocen 4 i wyżej pod koniec 2 ostatnich lat nauki. - zdający ustny egzamin z języka polskiego losował 3 pytania dotyczące literatury i językoznawstwa, po czym udzielał na nie odpowiedzi. - ustny egzamin z języka obcego kładł nacisk na teoretyczną znajomość struktur gramatycznych i słownictwa. - z ustnego egzaminu z języka obcego zwalniały certyfikaty językowe (np. z języka angielskiego FCE, CAE), status finalisty lub laureata olimpiady językowej na szczeblu wojewódzkim, oraz warunki z podpunktu 1. Zdający otrzymywał w takim wypadku najlepszą ocenę (6). - ustny egzamin był identyczny pod względem wymagań dla wszystkich zdających. - pytania były różne dla poszczególnych szkół – ustalali je nauczyciele.                                                                         | - zdawane przez wszystkich z języka polskiego i języka obcego nowożytnego. - przed rokiem szkolnym 2014/2015 zdający ustny egzamin z języka polskiego przez pół roku przygotowywał prezentację na wybrany wcześniej temat, w dniu egzaminu prezentował ją oraz bronił jej przy rozmowie z komisją na temat bibliografii, tematu i kontekstów; od roku szkolnego 2014/2015 zdający wygłasza wypowiedź inspirowaną tekstem kultury. - ustny egzamin z języka obcego kładzie nacisk na praktyczne zastosowanie znajomości struktur gramatycznych i słownictwa. - jedynie status finalisty lub laureata językowej olimpiady na szczeblu ogólnopolskim daje prawo do niezdawania matury ustnej z danego języka (otrzymuje się automatycznie maksymalną liczbę punktów). - przy egzaminach ustnych nie ma podziału na poziom rozszerzony i podstawowy (do 2011 ustny egzamin z języka obcego mógł być zdawany na poziomie podstawowym lub rozszerzonym). - pytania są takie same w danym województwie. |
| Matury pisemne | |
| - dwa przedmioty obowiązkowe – język polski oraz jeden przedmiot wybrany - aby zdać maturę, z obu przedmiotów należało dostać oceny pozytywne (od 2 w górę). - zestawy z konkretnego przedmiotu przygotowywane były z uwzględnieniem typu szkoły, w której matura była przeprowadzana. Stąd też inne były zestawy dla szkół młodzieżowych, a inne dla szkół dla dorosłych, inne otrzymywali uczniowie liceów ogólnokształcących, a inne techników, a jeszcze inne liceów zawodowych. Z kolei w LO były różne zestawy w zależności od profilu klasy. - tematy zróżnicowane, w zależności od regionu. - dłuższy czas trwania pojedynczego egzaminu, dozwolone kontrolowane wyjścia w jego trakcie, dozwolone wnoszenie maskotek, pożywienia, piórników itp. - arkusze po napisaniu nie były kodowane – sprawdzali je nauczyciele danego przedmiotu z tej samej szkoły, a następnie oceniali na podstawie własnego, ogólnego wrażenia. | - cztery przedmioty obowiązkowe (do roku szkolnego 2013/2014 trzy) – język polski, język obcy nowożytny, matematyka (od roku szkolnego 2009/2010, wcześniej przedmiot wybrany) (te trzy na poziomie podstawowym) oraz wybrany przedmiot, z którego podstawę programową zrealizowano na poziomie rozszerzonym; dodatkowo można dobrać do pięciu przedmiotów (tylko na poziomie rozszerzonym albo dwujęzycznym w przypadku języków obcych), które nie były zdawane w części obowiązkowej lub były zdawane w części obowiązkowej na poziomie podstawowym. - aby zdać maturę, z przedmiotów obowiązkowych należy uzyskać co najmniej 30% punktów. - do roku szkolnego 2013/2014 egzamin pisemny z każdego przedmiotu można było zdawać na poziomie podstawowym lub rozszerzonym – zdający mógł wybrać poziom jedynie dla dodatkowej; w części obowiązkowej abiturient przystępuje do egzaminu na poziomie podstawowym, jeżeli chce przystąpić do egzaminu z jednego z obowiązkowych przedmiotów na poziomie rozszerzonym, winien jest napisać go niezależnie od egzaminu obowiązkowego, co oznacza dwukrotne sprawdzanie wiedzy z danego przedmiotu. - identyczne zestawy pytań w całej Polsce; od roku szkolnego 2014/2015 przedmioty dodatkowe zdawane są tylko na poziomie rozszerzonym lub dwujęzycznym (w przypadku języków obcych nowożytnych). - krótszy czas trwania pojedynczego egzaminu, ale bez możliwości wyjścia w jego trakcie, zakaz wnoszenia (wyjątek: zalecenia lekarskie) pożywienia, maskotek, piórników itp. - arkusze po napisaniu są kodowane i sprawdzane przez egzaminatorów zewnętrznych danego przedmiotu według jednolitego klucza odpowiedzi i schematu punktowania. |

### Matura ustna z języka polskiego od 2015 roku
Od roku szkolnego 2014/2015 absolwenci szkół zdają ustną część matury w nowej formule. Egzamin trwa około 30 min. i składa się z trzech części. Najpierw zdający losuje zagadnienie (opracowane przez Centralną Komisję Egzaminacyjną), które dotyczy tekstu kultury. Następnie ma do 15 min. na przygotowanie wypowiedzi, która ma dotyczyć wskazanego tematu. Jego realizacja w formie wypowiedzi monologowej powinna trwać około 10 min., a przez ok. 5 min. komisja egzaminacyjna przeprowadza rozmowę dotyczącą wygłoszonego tekstu.
Jedną ze zmian w porównaniu ze starą formułą są nowe zestawy maturalne, które dotyczą tekstów kultury. Oznacza to, że w każdym zestawie pojawia się pytanie – problem, który jest zilustrowany tekstem literackim, obrazem, plakatem, rzeźbą lub tekstem popularnonaukowym. Omawiając wskazane zagadnienie, maturzysta musi odwołać się do innych tekstów kultury (w tym momencie uczniowie mogą przywołać np. oglądane przez siebie filmy lub książki spoza kanonu szkolnego).
Przygotowywana przez zdającego wypowiedź powinna mieć formę wypowiedzi argumentacyjnej (wstęp, teza lub hipoteza, argumenty i wnioski).
Dyskusja członków komisji egzaminacyjnej z maturzystą ma dotyczyć wyłącznie jego wypowiedzi, toteż egzaminatorzy nie powinni zadawać pytań niezwiązanych w ogóle z tematem. Pytania powinny być konsekwencją i rozszerzeniem tego, o czym mówił zdający.
Matura ustna jest oceniana według kryteriów holistycznych. Brane są pod uwagę przede wszystkim warstwa merytoryczna, organizacja tekstu oraz poziom sprawności komunikacyjnych zdającego i poprawności językowej jego wypowiedzi. Meritum wypowiedzi monologowej stanowi 40% (16 pkt) całej oceny, organizacja tej wypowiedzi – 20% (8 pkt), język i styl – 20% (8 pkt), meritum wypowiedzi podczas rozmowy – 20% (8 pkt). Maksymalnie do zdobycia jest 40 pkt., aby zdać należy otrzymać minimum 12 pkt.

### Komplikacje związane z epidemią COVID-19
W 2020 roku w wyniku epidemii COVID-19 w Polsce matury nie odbyły się w maju, lecz od 8 czerwca. Odwołane zostały egzaminy ustne, przeprowadzono jednak egzaminy ustne dla osób, które musiały przedstawić wynik z nich podczas rekrutacji do uczelni zagranicznej, bądź w ten sposób spełnić umowę międzynarodową.
W maju 2023 roku egzaminy ustne powróciły i zostały przeprowadzone z języka polskiego oraz języka obcego nowożytnego. Próg zdawalności obu egzaminów wynosił 30%. Z oficjalnych danych opublikowanych przez Centralną Komisję Egzaminacyjną wynika, że do matur ustnych przystąpiło w 2023 roku ponad 250 000 maturzystów, a zdawalność egzaminu ustnego z języka polskiego wyniosła 99,4% spośród wszystkich przystępujących.

## Odpowiedniki w innych krajach
- Austria – Matura ... Berufs-Matura
- Chiny – Gaokao (高考）
- Czechy i Słowacja : Maturita (zkouška dospělosti / skúška dospelosti).
- Francja – Baccalauréat : baccalauréat général et technologique, baccalauréat professionnel
- Hiszpania –Bachillerato(inne języki)
- Niemcy – Abitur(inne języki) = allgemeine Hochschulreife ... Fach-Abitur = (allgemeine) Fachhochschulreife
- Rosja — Jednolity Egzamin Państwowy
- Ukraina – Зовнішнє незалежне оцінювання
- Wielka Brytania – A-level examinations(inne języki) (A-levels) lub Final Exam
- Włochy – Maturità

## Matura w kulturze
Matura była inspiracją dla twórców. Jest tematem wielu piosenek. Przykłady to:
- Matura – piosenka zespołu Czerwone Gitary
- Matura 2001 – piosenka zespołu Farben Lehre
- 100 dni do matury – piosenka rapera Maty